# 山梨県道605号清里須玉線
山梨県道605号清里須玉線（やまなしけんどう605ごう きよさとすたません）は、山梨県北杜市を起点・終点とする一般県道である。

## 概要
山梨県道619号箕輪須玉線とともに、かつての佐久甲州往還を形成していた道路である。古くからの道であるため、路線の状況は悪く、勾配や急カーブ、狭小区間が連続しているので、通行には注意が必要である。
国道141号との交点を起点に、小渓谷川沿いに川下方向へ併走する。大門川沿いに出るとそのまま併走せずに、東の久保川方向へと向かう。久保川に沿って下り進むと狭小区間である海岸寺のそばを通過し山道を下る。須玉川に併走する形で旧津金学校を通り過ぎ、万年橋に至る。

### 路線データ
- 起点：山梨県北杜市高根町清里（国道141号交点）
- 終点：山梨県北杜市須玉町穴平（万年橋＝山梨県道619号箕輪須玉線交点）
- 延長：約12.5km

## 通過する自治体
- 山梨県北杜市

## 交差・接続する道路
- 国道141号（北杜市高根町清里）
- 山梨県道619号箕輪須玉線（北杜市須玉町穴平）

## 周辺
- 北杜市立高根清里小学校
- 大門川大滝
- 海岸寺
- 旧津金学校
- 津金郵便局
- 須玉歴史資料館
- 斑山